# Johann Georg Heinsch

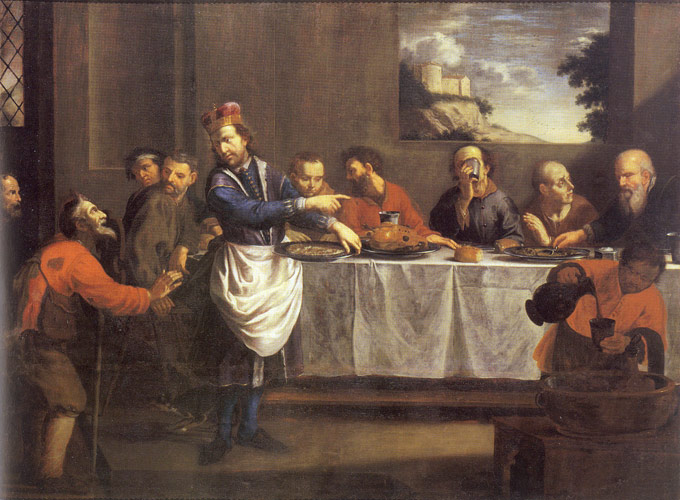
Święty Wacław posługujący ubogim (1685)

Johann Georg Heinsch (Johann Georg Heintsch; czeski: Jan Jiří Heinsch) (ur. ok. 1647 w Kłodzku, zm. 9 września 1712 w Pradze) – niemiecko-czeski malarz barokowy.

## Życiorys
Johann Georg Heinsch był synem królewskiego kanclerza i ławnika Joachima Franciszka Heinscha. Początkowo kształcił się w kłodzkim Kolegium Jezuitów. Od 1678 r. kształcił się w Pradze, gdzie zamieszkał na stałe i otworzył swój warsztat. Po śmierci pierwszej żony w 1702 r. wstąpił do klasztoru augustianów w Bělá pod Bezdězem, który opuścił dwa lat później. W 1704 r. zawarł drugie małżeństwo z córka miejscowego burmistrza.
Jego styl malarski nawiązywał do znanego XVII-wiecznego malarza Karla Skreta. Heinisch zajmował się malowaniem fresków i obrazów ołtarzowych w konwencjonalnym stylu na zamówienie praskich kościołów. Wykonywał swoje prace również dla zakonów: jezuitów, krzyżaków i augustianów. Wiele z jego prac znajdujących się w kościołach klasztornych zostało zniszczonych podczas reform Józefa II w XVIII w.

## Prace w kościołach

### Praga
- Kościół św. Ignacego (Kostel sv. Ignáce): obrazy w głównym ołtarzu (1687), św. Wacław (1692),
- Kolegiata św. Apolinarego: Madonna ‘Mater Verbi Incarnati’ (1697),
- Kościół św. Henryka (Kostel svatého Jindřicha): św. Henryk i św. Kunegunda (1698),
- Kościół św. Jakuba (Kostel svatého Jakuba): obrazy w ołtarzu głównym (1702),
- Teinkirche: Święty Józef z dzieciątkiem Jezus (1685),
- Kościół Krzyża Pańskiego: Bł. Agnieszka Czeska (po 1687),
- Kościół św. Jerzego: Wniebowzięcie Maryi (1688),
- Kościół Św. Zbawiciela: św. Ignacy i św. Franciszek Ksawery (1710).

### Poza Pragą
- Czeska Lipa, Kościół Wszystkich Świętych: fresk w ołtarzu głównym,
- Brno, Kościół św. Tomasza: św. Kümmernis (1687),
- Chloumek u Luže, Kościół jezuitów: Wniebowzięcie Maryi i 7 innych obrazów,
- Klatovy, Kościół jezuitów św. Ignacego: ołtarze,
- Nový Bydžov, Dekanatskirche: Marter des Hl. Laurentius (1683),
- Klasztor św. Jana ze Skalou: obraz w ołtarzu głównym Spotkanie Jana Chrzciciela ze św. Iwanem (1695),
- Uherské Hradiště, Kościół jezuitów: Św. Franciszek Ksawery (1689).